# Перфорація

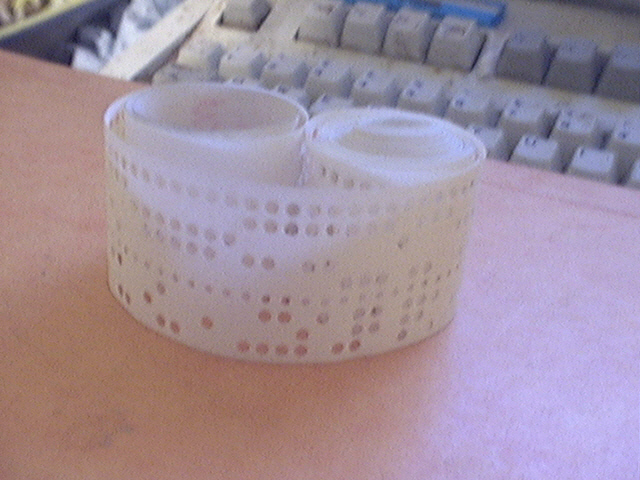
Перфострічка

Перфорація (лат. perforatio, від perforo — пробиваю) — сукупність отворів на стрічці, картці, кіноплівці і т. ін., пробитих перфоратором за певною системою. Перфорування — передбачене виготовлення значного числа правильно розташованих отворів правильної форми в листовому і іншому матеріалі. У більшості областей перфорацією називається сам процес перфорування, в кіноіндустрії — також і будь-який з перфораційних отворів у кінострічці.
Перфоратор — інструмент для перфорування. Відходи перфорації (у просторіччі — «дірки») також застосовуються, наприклад, паперові та пластикові — як конфетті.
Здійснюється шляхом пробивання матеріалу, часто в процесі штампування, рідше — його свердлінням.

## Застосування
Поточні застосування:
- У деталях механізмів, машин, монтажному обладнанні для зниження їх ваги і спрощення прокладки і кріплення супутніх кабелів і забезпечення вентильованості простору;
- У матеріалах і виробах поліграфії та інших сферах масового виробництва для зниження зусилля відділення готових виробів один від одного при збереженні їх спільної цілісності;
- У кіноіндустрії для перфорування кіноплівки, щоб забезпечити її точне переміщення на крок кадру скачковим механізмом;
- У матеріалі гнучких носіїв інформації для забезпечення їх точного транспортування в механізмах, програмні стрічки різних механізмів;
- У пачках листів для їх скріплення;
- У матеріалі перфострічок і перфокарт для зберігання інформації;
- У поштовій справі та філателії для забезпечення легкого відділення марок одна від одної (зубцівка, також просічка);
- У будівництві та в побуті, наприклад, при пробиванні наскрізних або глухих отворів у стінах;
- У профілактичній офтальмології (перфораційні окуляри).

Колись застосовувалася:
- Для забезпечення неможливості повторного використання проїзного документа (перфорація квитка контролером, перфорація талона пасажиром громадського транспорту — компостування);
- Для виділення в талоні попереджень до водійського посвідчення певних категорій транспортних засобів, до управління якими водій не був допущений;
- Для нанесення позначки про вчинення грубого порушення правил дорожнього руху у відповідному секторі талона попереджень до водійського посвідчення.